# Алоиз (наследный князь Лихтенштейна)
Алоиз (нем. Alois, полное имя Алоиз Филипп Мария Лихтенштейнский (нем. Alois Philipp Maria von und zu Liechtenstein), род. 11 июня 1968, Цюрих) — наследный принц (Erbprinz) Лихтенштейна, граф Ритберг. Сын князя Ханса-Адама II. С 15 августа 2004 года исполняет обязанности по повседневному управлению государством, являясь принцем-регентом.

## Биография
Родился 11 июня 1968 года в Цюрихе. Он — старший сын князя Ханса-Адама II и княгини Марии. При рождении получил имя Алоиз Филипп Мария, в память о своём прадеде, принце Алоизе Лихтенштейне (отце князя Франца Иосифа II).
Детство принц Алоиз провёл в родовом замке Вадуц в кругу семьи. Учился в начальной школе Эбенхольц в Вадуце и гимназии Лихтенштейна. Окончив школу в 1987 году (диплом типа В, с уклоном в историю литературы), поступил в Королевскую Военную академию в Сандхёрсте (Великобритания).
По окончании академии получил звание второго лейтенанта и проходил службу в течение шести месяцев в Гонконге и Лондоне. В октябре 1988 года принц Алоиз поступил на юридическое отделение Университета Зальцбурга. Окончил обучение весной 1993 года с дипломом магистра.
С сентября 1993 по май 1996 года принц Алоиз работал в аудиторской компании в Лондоне, после чего вернулся в Вадуц, где занимался управлением разными частями семейной собственности.
11 августа 2022 года Алоиз заявил, что однополые браки «не являются серьезной проблемой».
В августе 2024 года, он поддержал вступление Лихтенштейна в Международный валютный фонд.

## Наследник престола
Как наследника княжеского престола, принца Алоиза, начиная с раннего детства, готовили к исполнению обязанностей главы государства.
Он принимал участие в политических диспутах и консультациях с представителями правительства и исполнял представительские функции.
15 августа 1990 года принц Алоиз принёс присягу наследника престола, поклявшись поддерживать и хранить верность Конституции Лихтенштейна.
15 августа 2004 года правящий князь Лихтенштейна, Ханс-Адам II, передал полномочия по повседневному управлению государством наследному принцу Алоизу.
17 сентября 2009 года в загородной резиденции президента России состоялась встреча Дмитрия Медведева с наследным принцем Лихтенштейна Алоизом. Алоиз в первый раз приехал в Москву.

## Семья
3 июля 1993 года наследный принц Алоиз женился на Софии, принцессе Баварской.
У них четверо детей:
- князь Йозеф Венцель Максимилиан Мария (нем. Joseph Wenzel Maximilian Maria, род. 24 мая 1995 года);
- княгиня Мария Каролина Елизавета Иммакулата (нем. Marie-Caroline Elisabeth Immaculata, род. 17 октября 1996 года);
- князь Георг Антон Константин Мария (нем. Georg Antonius Constantin Maria, род. 20 апреля 1999 года);
- князь  Николаус Себастьян Александр Мария (нем. Nikolaus Sebastian Alexander Maria, род. 6 декабря 2000 года).

## Награды
- Цепь ордена pro Merito Melitensi (Мальтийский орден, 2011 год)[3].
- Большой Крест 1 степени ордена «За заслуги перед Австрийской Республикой» (Австрия, 2000 год)[4].
- Памятная медаль к 70-летию короля Швеции Карла XVI Густава ( Швеция, 30 апреля 2016)